# Пикник код Хангинг Рока
Пикник код Хангинг Рока (енгл. Picnic at Hanging Rock) је аустралијски драмски филм из 1975. године који је режирао Питер Вир.

## Радња
Дан заљубљених је, последњи из 19. века, на женском колеџу у близини Мелбурна. Тада је 1900. година. Власница школе, удовица госпођа Еплјард из Борнмута, Енглеска, држи своје ученике под уздама. Девојке су чврсто увучене у корсете, све њихово понашање је стриктно подређено кодексу јавне пристојности викторијанске ере. Тајно се заљубљују једно у друго и своје учитеље. У недостатку супротног пола у близини, девојке једна другој дарују валентине са песмама сопствене композиције („Волим те због твог поносног изгледа и због узвишености твоје душе...“).
На Дан заљубљених девојкама је дозвољено да оду на пикник до Висеће стене, геолошког чуда, стометарског изданка вулканске стене старе милион година. На путу их прате ментори - млада Францускиња Мадемоаселе Поатјер (која подучава девојчице плесу) и наставница математике, средовечна, госпођица Мекгроу. Госпођа Еплјард забрањује једној од својих ученица, Сари, да иде на пикник. Она оставља сироче са собом на колеџу, инсистирајући да девојчица научи напамет песму „најбоље песникиње нашег времена“, Фелисије Хеманс. Сара доживљава навалу нејасне анксиозности: њена најближа пријатељица Миранда ју је ујутру упозорила да ће се ускоро морати заувек растати: „Ускоро више нећу бити овде.“
Стигавши на одредиште, девојке се слажу на падини древне стене. Миранда сече рођенданску торту у облику срца. Остали, сунчајући се на јужном сунцу, окружени цветним растињем, рецитују Шекспирове сонете и гледају Ботичелијеве репродукције. Тачно у подне, госпођица Мекгроу и кочијашки сатови стају. Наставник то приписује утицају природног магнетизма. Док остали туриста тону у сан, три девојке - Миранда, Ирма и Марион - иду у шетњу уз стену. За њима следи пуначка, ружна и ускогруда Едит, која је неколико година млађа од њих.
Два младића са интересовањем посматрају како девојке прескачу поток. Ово је господин Мајкл и кочијаш Алберт, који је у служби свог стрица, пуковника Фицхуберта. Овај је, заједно са супругом, такође изашао у природу и дремао на извесној удаљености. Заинтригиран девојкама, Мајкл скаче на ноге и прати их, наводно у шетњи по комшилуку. У међувремену, ученице се уздижу на приличну висину, одакле им се непомични Фицхубертови чине као мрави. „Има толико беспослених људи на свету! - размишља један од њих наглас. „Можда обављају неку функцију која им је непозната.“
Девојкама почињу да се дешавају чудне ствари. Или скидају чарапе или падају целим телом о стеновиту стену. Едит је савладан изненадним умором и не жели да прати остале. Миранда изговара мистериозне речи: „Све почиње и завршава се у строго одређено време. Пријатељи нестају у пукотини стене, а Едит, изричући дивљи плач, јури назад. Како је касније испричала полицајцу, на путу је срела госпођицу МекГро, која је ишла у истом правцу као и три девојке. Није носила сукњу. Едит касније говори Мадемоасел Поатје о овом детаљу: „Ово је веома непристојно! Госпођица Мекгроу је носила само гаће!“
У канцеларији госпође Еплјард часовник откуцава осам часова увече — време за вечеру. Ђаци су се одавно требали вратити, али их још нема. Самоуверени власник образовне установе је приметно нервозан. Најзад се из таме ноћи појављује кочија са уплаканим девојкама. Како се може разумети из кочијашеве збуњене приче, Миранда, Ирма и Марион, као и госпођица Мекгроу, нетрагом су нестале током пикника. Наредних дана стена је пажљиво чешљана, али је потрага за несталима била неуспешна. Локални полицајац, као и сви око њега, сумња да је дошло до отмице и силовања. Госпођа Еплјард страхује за репутацију свог естаблишмента, предвиђајући његов скори колапс.
Млади Мајкл не престаје да размишља о Миранди, која му се с времена на време појављује као лабуд у башти. Одлази до стене да настави потрагу. На подневној врућини напада га исти тајанствени умор који погађа девојке. По стени се креће пузећи. На његову срећу, имобилисаног младића спасава Алберт, који га прати. Користећи комад беле тканине, стиснут у Мајковој руци, успевају да пронађу исцрпљену Ирму. Послана је на опоравак у кућу Фицхуберт. Тамо се она и Мајк зближавају и проводе много времена заједно. Према Ирминим речима, она се не сећа шта се догодило на литици са њом и њеним пријатељима, али мало ко верује у то.
Након Ирме, други ученици напуштају школу на лошој репутацији. Финансијске потешкоће доводе до тога да и наставници почињу да дају отказ. Раније весела и ведра школа урања у мрак. Госпођа Еплјард не налази места за себе: дању растера новинаре који опседају колеџ, а увече налива вино у своје несреће. Она одлучује да избаци из школе оне девојчице чији старатељи одлажу школовање. Жртва ове одлуке је Сара, која након Мирандиног нестанка чами у меланхолији и усамљености. Понекад се сећа друге блиске особе - брата по имену Берти, са којим је живела у сиротишту.
Једне ноћи, Алберт је уснио сан у којем је његова сестра Сара дошла да се опрости од њега. Следећег јутра њено тело је пронађено у школском стакленику. Или је испала кроз прозор факултета, извршивши самоубиство, или ју је из њега изгурала директорка, која је била пијана до бесвести. (Друга верзија је вероватнија, пошто госпођа Епљар уверава људе око себе да је видела како је Сару рано ујутро одвео из школе њен старатељ). Одјевена у црну хаљину, са спуштеним црним велом и стиснутим уснама, стоји за својим столом када јој се камера заледи на лицу. У гласу се јавља да је госпођа Еплјард умрла 27. марта, пала са Висеће стене, вероватно док је покушавала да се попне на њу. Нестале девојке никада нису пронађене. Њихова судбина је за све остала мистерија.